# Peronospora ficariae

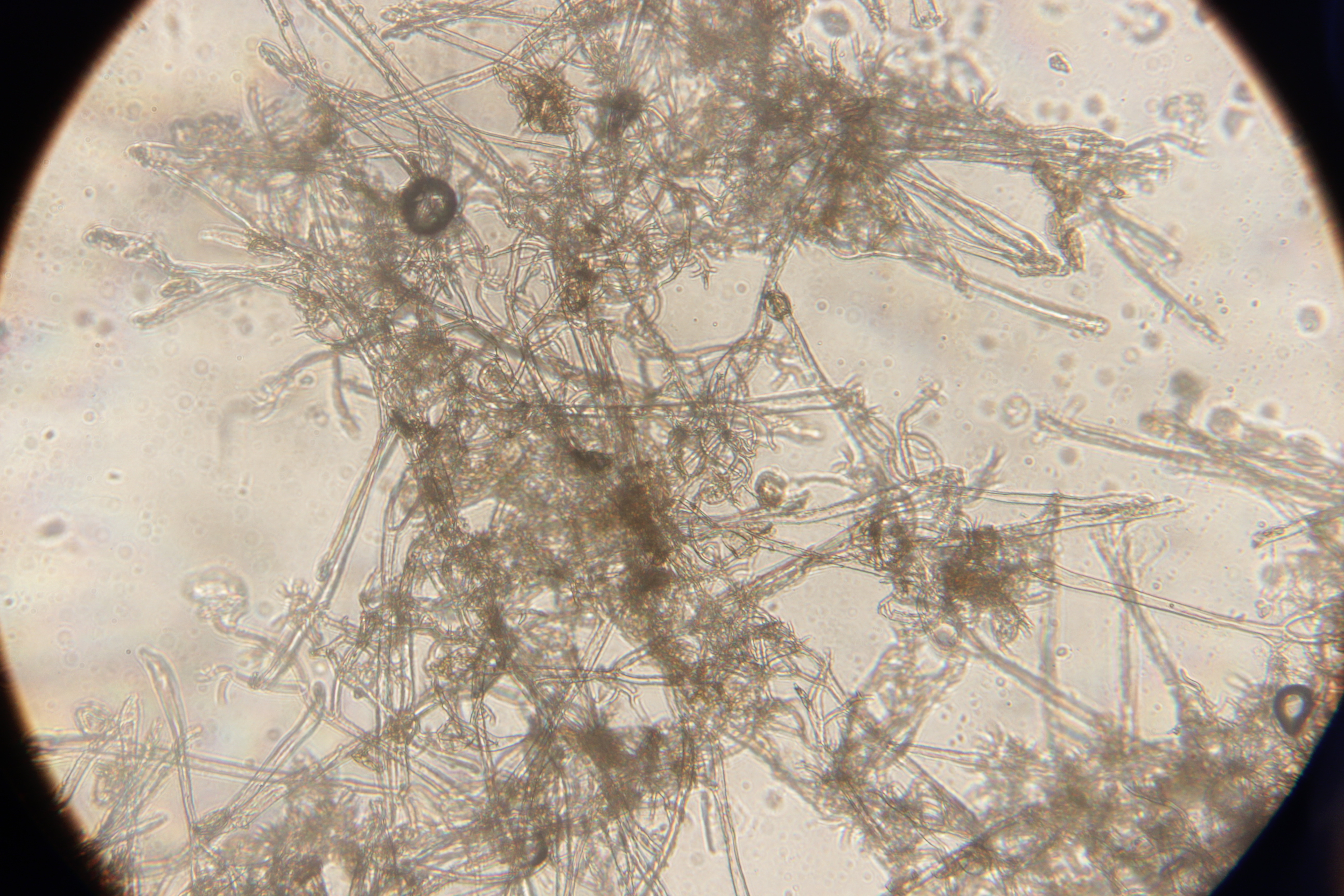

Peronospora ficariae Tul. – gatunek organizmów należący do grzybopodobnych lęgniowców. Organizm mikroskopijny będący pasożytem roślin z rodziny jaskrowatych (Ranunculaceae).

## Systematyka i nazewnictwo
Pozycja w klasyfikacji według Index Fungorum:  Peronospora, Peronosporaceae, Peronosporales, Peronosporidae, Peronosporea, Incertae sedis, Oomycota, Chromista.
Po raz pierwszy takson ten opisał w 1854 r. Louis René Tulasne i nadana przez niego nazwa naukowa jest aktualna. Synonimy:
- Peronospora ficariae subsp. glacialis A. Blytt 1896
- Peronospora glacialis (A. Blytt) Gäum. 1923[3].

## Charakterystyka
Na górnej stronie porażonych liści tworzą się wyblakłe, lekko wypukłe plamy, na dolnej szarawy nalot składający się z wyprostowanych, dystalnie kilka razy dychotomicznie rozgałęzionych konidioforów. Konidia o wymiarach 12–35 × 13–31 µm.
Podano występowanie Peronospora ficariae w Ameryce Północnej, Europie i Azji. W Polsce podano wiele jego stanowisk. Jest monofagiem występującym na roślinach z rodziny jaskrowatych (Ranunculaceae). Stwierdzono jego występowanie na ziarnopłonie wiosennym (Ficaria verna), jaskrze płomienniku (Ranunculus flammula), jaskrze lodnikowym (Ranunculus glacialis) i na uprawianych ostróżkach (Delphinium), w Polsce tylko na ziarnopłonie wiosennym.
Po raz pierwszy o występowaniu Peronospora ficariae na ostróżkach doniesiono w Kalifornii w 2003 r. Na porażonych liściach ostróżek początkowo pojawiały się jasnozielone plamy, które szybko zmieniały kolor na ciemnozielony i czarniawozielony. Często były ograniczone środkowym nerwem liścia. Później, zwłaszcza na starszych liściach, tworzyły się fioletowo-szare plamy z zarodnikująca grzybnią. W miarę postępu choroby dolne liście więdły i wysychały. Choroba najciężej przebiegała na ostróżce ogrodowej (Delphinium grandiflorum) ‘Blue Butterfly’, doprowadzając do całkowitego zniszczenia jej sadzonek. Na preparacie mikroskopowym sporangiofory Peronospora ficariae rozgałęziały się dychotomicznie, a ich gałązki zakończone były smukłymi, lekko zakrzywionymi końcami. Zarodnie były lekko purpurowe, elipsoidalne do jajowatych i miały wymiary od 27 do 36 × 19 do 22 μm. Wewnątrz tkanki starszych liści z objawami chorobowymi obserwowano rozległe ilości oogonii i oospor. Oospory były kuliste, bursztynowe do jasnobrązowych, brodawkowate i miały średnicę od 25 do 27 μm.
Podobny morfologicznie jest Peronospora aquilegiicola występujący na orlikach i orliczkach, pokrewnych do jaskra roślinach z rodziny jaskrowatych.